# Obični slavuj
Obični slavuj, riđi slavuj ili jednostavno slavuj (Luscinia megarhynchos), je mala ptica pevačica koja je najpoznatija po svojoj moćnoj i lepoj pesmi. Ranije je bio klasifikovan kao član porodice drozdova Turdidae, ali se sada generalnije smatra muvaricom Starog sveta,  Muscicapidae. On pripada grupi kopnenijih vrsta, koje se često nazivaju ćaskači.

## Etimologija
Srpski naziv slavuj je izveden iz praslovenske reči *solvъ sa značenjem „kremasta (boja)". Ime roda Luscinia je latinski za „slavuj”, a megarhynchos je iz starogrčkog megas, „veliki“ i rhunkhos „kljun“.

## Podvrste
- Zapadni slavuj (L. m. megarhynchos) - Zapadna Evropa, Severna Afrika i Mala Azija, zimovanje u tropskoj Africi
- Kavkaski slavuj (L. m. africana) - Kavkaz i istočna Turska do jugozapada Irana i Iraka, zimovanje u istočnoj Africi
- Istočni slavuj (L. m. golzii) - Aralsko more do Mongolije, zimovanje u priobalnoj istočnoj Africi

## Opis
Obični slavuj je malo lakši od evropskog crvendaća, sa dužinom od 15—16,5 cm (5,9—6,5 in). Gore je obično smeđe boje, osim crvenkastog repa. Ispod je bafnasto beo. Pripadnici različitih polova su slični. Istočna podvrsta (L. m. golzi) i kavkaska podvrsta (L. m. africana) imaju bleđe gornje delove i jače obrasce lica, uključujući bledi supercilijum. Pesma slavuja opisana je kao jedan od najlepših zvukova u prirodi, nadahnula je pesme, bajke, jednu operu, knjige i znatan deo poezije.

## Rasprostranjenost i stanište
Slavuji su migratorna insektivorna vrsta koja se razmnožava u šumama i šikarama u Evropi i na Palearktiku, a zimuje u Sabsaharskoj Africi. U Americi ga prirodno nema. Rasprostranjenost ove vrste je južnija od veoma bliskog drozdastog slavuja Luscinia luscinia. Gnezdi se na zemlji ili blizu nje u gustoj vegetaciji. Istraživanje u Nemačkoj pokazalo je da je favorizovano stanište slavuja definisano nizom geografskih faktora.
- manje od 400 m (1300 ft) iznad srednjeg nivoa mora
- srednja temperatura vazduha tokom rasta vegetacije iznad 14 °C (57 °F)
- više od 20 dana godišnje na kojima temperature prelaze 25 °C (77 °F)
- godišnja količina padavina manja od 750 mm (30 in)
- indeks suvoće niži od 0,35
- odsustvo zatvorenih krošanja

U Velikoj Britaniji, ptica je na severnoj granici svog područja rasprostranjenja koja se smanjila poslednjih godina, stavljajući je na crvenu listu radi očuvanja. Uprkos lokalnim naporima da se zaštiti omiljeno stanište izdanaka i šipražja, broj je opao za 53 procenta između 1995. i 2008. Istraživanje koje je sprovela Britanska ornitološka zadužbina 2012. i 2013. godine zabeležilo je oko 3.300 teritorija, pri čemu je većina njih bila grupisana u nekoliko okruga na jugoistoku Engleske, posebno u Kentu, Eseksu, Safoku i Istočnom i Zapadnom Saseksu.
Suprotno tome, evropska gnezdeća populacija procenjuje se na između 3,2 i 7 miliona parova, što joj daje zeleni status zaštite (najmanje zabrinjavajuća).

## Kulturne konotacije
Slavuj je važan simbol za pesnike iz raznih doba i poprimio je niz simboličkih konotacija. Homer u Odiseji evocira slavuja, sugerišući mit o Filomeli i Prokni (od kojih je jedan, u zavisnosti od verzije mita, pretvoren u slavuja). Ovaj mit je u fokusu Sofoklove tragedije, Terej, od koje su ostali samo fragmenti. Ovidije, takođe, u svojim Metamorfozama uključuje najpopularniju verziju ovog mita, koju su oponašali i menjali kasniji pesnici, uključujući Kretjena de Troa, Džefrija Čosera, Džona Gauera i Džordža Gaskojna. T.S. Eliotova „Pusta zemlja“ takođe evocira pesmu običnog slavuja (i mit o Filomeli i Prokni). Zbog nasilja povezanog sa mitom, slavujeva pesma se dugo tumačila kao jadikovka.
Slavuj je takođe korišćen kao simbol pesnika ili njihove poezije. Pesnici su slavuja izabrali za simbol zbog njegove kreativne i naizgled spontane pesme. Aristofanove Ptice i Kalimah evociraju ptičju pesmu kao oblik poezije. Vergilije upoređuje tugovanje Orfeja sa „plačom slavuja“.
Tokom romantičarske ere, simbolika ptice se još jednom promenila: pesnici su gledali na slavuja ne samo kao na sopstvenog pesnika, već i kao na „majstora vrhunske umetnosti koja može da inspiriše pesnika čoveka“. Za neke romantične pesnike, slavuj je čak počeo da dobija osobine muze. Slavuj ima dugu istoriju sa simboličkim asocijacijama koje se kreću od „kreativnosti, muze, čistote prirode i, u zapadnoj duhovnoj tradiciji, vrline i dobrote.“ Kolridž i Vordsvort su videli slavuja više kao primer prirodnog pesničkog stvaralaštva: slavuj je postao glas prirode. „Oda slavuju” Džona Kitsa prikazuje slavuja kao idealizovanog pesnika koji je ostvario poeziju koju Kits želi da napiše. Pozivajući se na sličnu koncepciju slavuja, Šeli je napisao u svojoj „Odbrani poezije“:
Pesnik je slavuj koji sedi u tami i peva da bi slatkim zvucima razveselio sopstvenu samoću; Njegovi slušaoci su kao ljudi opčinjeni melodijom nevidljivog muzičara, koji oseća da su dirnuti i smekšani, ali ne znaju ni kada ni zašto.
Slavuj je nacionalna ptica Ukrajine. Jedna legenda govori kako su slavuji nekada živeli samo u Indiji, kada je jedan slavuj posetio Ukrajinu. Čuvši tužne pesme iz naroda, slavuj je pevao svoju pesmu da ih oraspoloži. Narod je odgovarao veselim pesmama, i od tada slavuji svakog proleća posećuju Ukrajinu da čuju ukrajinske pesme. Nacionalni pesnik Taras Ševčenko je primetio da „čak i sećanje na slavujevu pesmu čini čoveka srećnim.“ Slavuj je zvanična nacionalna ptica Irana. U srednjovekovnoj persijskoj književnosti, slavujeva prijatna pesma učinila ga je simbolom ljubavnika koji je elokventan, strastven i osuđen na uzaludnu ljubav.

## Literatura
- Cummings, Vicki; Jordan, Peter; Zvelebil, Marek (2014). The Oxford Handbook of the Archaeology and Anthropology of Hunter-Gatherers. Oxford University Press. стр. 239. ISBN 978-0-19-102526-6.
- Kelly, Robert L. (2013). The Lifeways of Hunter-Gatherers: The Foraging Spectrum. Cambridge University Press. стр. 53—56. ISBN 978-1-107-02487-8.
- Manuelian, Peter der (1998). Egypt: The World of the Pharaohs. Cologne, Germany: Könemann. ISBN 3-89508-913-3.
- Marchington, John (1980). History of Wildfowling. A & C Black. ISBN 978-0-713-62053-5.
- Pangau-Adam, Margaretha; Noske, Richard (2010).  Tideman, Sonia; Gosler, Andrew, ур. Wildlife Hunting and Bird Trade in Northern Papua (Irian Jaya), Indonesia. Aboriginal stories: The riches and colour of Australian birds. Earthscan. стр. 74—85.
- Simeone, A.; Navarro, X. (2002). „Human exploitation of seabirds in coastal southern Chile during the mid-Holocene”. Rev. Chil. Hist. Nat. 75 (2): 423—431. doi:10.4067/S0716-078X2002000200012 .
- Anderson, A. (1996). „Origins of Procellariidae Hunting in the Southwest Pacific”. International Journal of Osteoarcheology. 6 (4): 403—410. doi:10.1002/(SICI)1099-1212(199609)6:4<403::AID-OA296>3.0.CO;2-0.
- Burnham, W.; Burnham, K. K.; Cade, T. J. (2005). „Past and present assessments of bird life in Uummannaq District, West Greenland” (PDF). Dansk Orn. Foren. Tidsskr. 99: 196—208.
- McGonigal, David (2008). Antarctica: Secrets of the Southern Continent. Firefly Books. стр. 220. ISBN 978-1-55407-398-6.

## Spoljašnje veze
- Ageing and sexing (PDF; 3.7 MB) by Javier Blasco-Zumeta & Gerd-Michael Heinze
- High-quality Nightingale sound file, The Freesound Project:  (requires free account to download). Retrieved 14 April 2012.
- Nightingale song and behavioural ecology
- Nightingale videos, photos & sounds on the Internet Bird Collection
- Rose and nightingale in Persian art
- Royal Society for the Protection of Birds (British) Nightingale Nightingale, Retrieved June 11, 2007.
- Uncompressed high-quality Nightingale sound file, The Freesound Project, (requires free account to download). Retrieved 14 April 2012.